# خابور (دجلة)

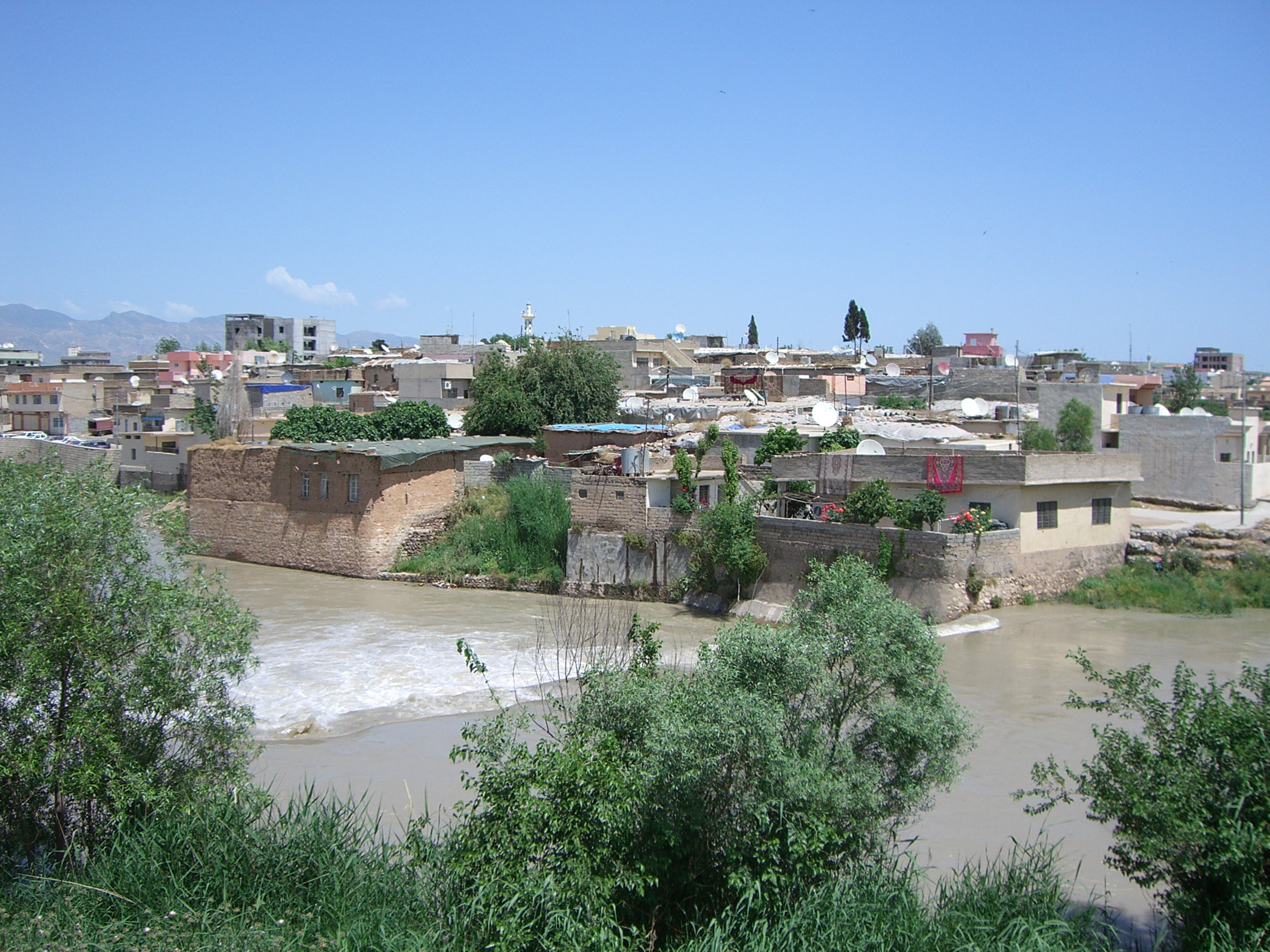
صورة لنهر الخابور وهو يمر بمدينة زاخو

نهر الخابور (بالكردية: Ava Xabûr أو Xabîr؛ بالتركية: Habur Suyu) هو أول روافد نهر دجلة، ينبع من مديرية أولودره بولاية شرناق في جنوب شرق تركيا ويمر بولاية حكاري ليعبر الحدود العراقية التركية مروراً بإقليم كردستان العراق قبل أن يصب في نهر دجلة بالقرب من بلدة فيشخابور. يمر النهر بمدينة زاخو ويشكّل جزء من الحد الفاصل ما بين حدود تركيا والعراق بالقرب من بلدة سيلوبي التركية. حيث يربط جسران يعبران هذا النهر ما بين منفذ إبراهيم الخليل في العراق ومنفذ الخابور في تركيا.
ذُكرت منطقة نهر خابور في وثيقة مسيحية آشورية من العصور القديمة المتأخرة على أنها واقعة في بلاد الكُرد.